# Harald T. Friis
Harald Trap Friis (27. februar 1893 i Næstved – 15. juni 1976 i Palo Alto, Californien), som publicerede som H. T. Friis, var en kendt danskfødt amerikansk radio ingeniør, hvis arbejde ved Bell Labs ydede et pionerbidrag til radioudbredelse, radioastronomi og radar. Hans to Friis formler er stadig vidt anvendte.

## Udvalgt arbejde
- H.T.Friis, Proc. IRE, vol. 34, p.254, 1946. (Friis transmission equation)
- Seventy Five Years in an Exciting World, San Francisco Press, 1971. Autobiography.